# Erebia laconia
Erebia laconia är en fjärilsart som beskrevs av Hans Fruhstorfer. Erebia laconia ingår i släktet Erebia och familjen praktfjärilar. Inga underarter finns listade i Catalogue of Life.